# زرخونی
زرخونی، روستایی است از توابع بخش مرکزی شهرستان آمل در استان مازندران ایران.

## جمعیت
این روستا در دهستان چلاو قرار داشته و براساس آخرین سرشماری مرکز آمار ایران که در سال ۱۳۸۵ صورت گرفته، جمعیت آن ۴۷ نفر (۱۲ خانوار) بوده‌است.البته آمار فوق طی چند سال بعدی به شدت تغییر یافته و در حال حاضر(1403)بالغ بر 120مسکن وتعدادی بیش از 200نفر در شرایط و میانگین فصول زندگی می کنند شغل اکثر بومی ها دامدار بوده وبه پرورش حیوانات و پرندگان اهلی مشغول می باشند.
بیشتر ساکنان به صورت خوش نشین بوده که برای تفریح و استراحت به این روستا در روزهای پایانی هفته مراجعه می نمایند زیبای بیش از حد این روستا در دل جنگلهای هیرکانی با ویو ابدی به کوه و جنگل چشم هارو مینوازد و اهالی خونگرم و مهمان نواز در این روستا زبانزد همه عزیزانی که به این روستا سفر کردند می باشد در سال های اخیر با ساخت و اجاره مسکن به طور شبانه روی در خدمت مسافران عزیز می باشند و از امکانات محل دسترسی به قصابی،سوپر مارکت،املاک،نانوایی،وسایر امکانات مهیا میباشد وفروش لبنیات از قبیل شیر ،ماست،پنیر،کره ارگانیک که از دامداران محل قابل تهیه می باشد